# Tulyar
Tulyar (1949-1972) est un cheval de course né en Irlande, appartenant à l'Aga Khan III. Invaincu à 3 ans en 1952, il remporte cette année-là les plus prestigieuses épreuves britanniques. 

## Carrière de courses
Défendant les couleurs de l'élevage et de l'écurie de l'Aga Khan III, Tulyar est confié aux soins de l'entraîneur anglais Marcus Marsh. Ses premiers pas en compétitions, à 2 ans, sont hésitants. Échouant à deux reprises à remporter son maiden, il s'aligne dans les Acomb Stakes pour y terminer lointain treizième. Mais il se déclenche ensuite pour remporter deux handicaps à l'automne, puis terminer sa saison par un premier accessit dans les Horris Hill Stakes à Newbury. 
Lorsqu'il entame sa saison de 3 ans, rien ne laisse toutefois augurer de sa carrière à venir, où Tulyar demeurera invaincu tout au long de l'année. Il gagne pour sa rentrée les Henry VIII Stakes sur 1 400 mètres mais, plutôt que se présenter au départ des 2000 Guinées, il monte en distance avec bonheur en s'adjugeant les Ormonde Stakes. Le voilà prêt à entamer les préparatoires pour le Derby d'Epsom. Il gagne la sienne à Lingfield puis, favori du grand rendez-vous des 3 ans, il s'y impose avec autorité devant une horde de pas moins de 33 concurrents. Désormais leader des 3 ans, il doit affronter les chevaux d'âge. Et là, en l'espace d'une semaine, il réalise un formidable coup double en gagnant coup sur coup les Eclipse Stakes et les King George. Roi d'Angleterre et invincible en cette saison 1952, il conclut son année ― et sa carrière ― en prouvant sa polyvalence par une victoire sur les 2 920 mètres du St. Leger de Doncaster, et s'approprie à cette occasion un record de gains pour un cheval anglais, qui tiendra jusqu'à Ballymoss six ans plus tard. Fin de carrière, parce qu'au début de l'année 1953, l'Aga Khan III vend pour £ 250 000 son champion à l'Irish National Stud (un record à l'époque), avec pour objectif de lui faire accomplir une saison supplémentaire. Mais le gouvernement irlandais intervient pour protéger son investissement et impose au haras de ne plus présenter Tulyar en compétition.  

### Résumé de carrière
| Date         | Hippodrome  | Pays        | Course                            | Distance    | Jockey      | Place       | Écart       | Vainqueur ou deuxième |
| 1951, 2 ans  | 1951, 2 ans | 1951, 2 ans | 1951, 2 ans                       | 1951, 2 ans | 1951, 2 ans | 1951, 2 ans | 1951, 2 ans | 1951, 2 ans           |
| ------------ | ----------- | ----------- | --------------------------------- | ----------- | ----------- | ----------- | ----------- | --------------------- |
| 1er mai      | Newmarket   | Royaume-Uni | First Spring 2-year-old Stakes    | 1 000 m     | C. Smirke   | 5e / 20     |             | ―                     |
| 20 juin      | Ascot       | Royaume-Uni | Virginia Water Stakes             | 1 000 m     | C. Smirke   | 3e / 13     | 5           | Maroon                |
| 21 août      | York        | Royaume-Uni | Acomb Stakes                      | 1 200 m     | C. Smirke   | 13e / 22    |             | Alcinus               |
| 8 septembre  | Haydock     | Royaume-Uni | Nursery Handicap                  | 1 600 m     | C. Smirke   | 1er / 17    | 3/4         | ―                     |
| 1er octobre  | Birmingham  | Royaume-Uni | Nursery Handicap                  | 1 600 m     | C. Smirke   | 1er / 17    | 3/4         | ―                     |
| 26 octobre   | Newbury     | Royaume-Uni | Horris Hill Stakes                | 1 500 m     | C. Smirke   | 2e / 10     | 1           | ―                     |
| 1952, 3 ans  |             |             |                                   |             |             |             |             |                       |
| 5 avril      | Hurst Park  | Royaume-Uni | Henry VIII Stakes                 | 1 400 m     | C. Smirke   | 1er / 5     | 1 ½         | Trim Curry            |
| 8 mai        | Chester     | Royaume-Uni | Ormonde Stakes                    | 2 900 m     | D. Smith    | 1er / 4     | 1/2         | Nikiforos             |
| 16 mai       | Lingfield   | Royaume-Uni | Derby Trial Stakes                | 2 400 m     | C. Smirke   | 1er / 12    | 2           | Vagabond              |
| 28 mai       | Epsom       | Royaume-Uni | Derby                             | 2 400 m     | C. Smirke   | 1er / 33    | 3/4         | Gay Time              |
| 12 juillet   | Sandown     | Royaume-Uni | Eclipse Stakes                    | 2 000 m     | C. Smirke   | 1er / 7     | 3           | Mehmandar             |
| 19 juillet   | Ascot       | Royaume-Uni | King George & Queen Elizabeth St. | 2 400 m     | C. Smirke   | 1er / 15    | encolure    | Gay Time              |
| 13 septembre | Doncaster   | Royaume-Uni | St. Leger                         | 2 920 m     | C. Smirke   | 1er / 12    | 3           | Kingsfold             |

## Au haras
En 1954, Tulyar commence sa seconde carrière à 600 guinées la saillie. Une centaine de poulinières, venues de toute l'Europe et des États-Unis viennent le rencontrer. Pourtant, dès l'année suivante l'Irish National Stud accepte une offre de £ 240 000 en provenance d'un syndicat d'éleveurs américains menés par Arthur B. Hancock, le propriétaire de Claiborne Farm. Tulyar s'envole donc aux États-Unis, où il est proposé à $ 10 000 la saillie. Il y reste jusqu'à sa mort en 1972.
On lui doit notamment deux classiques en Europe, Fiorentina (Irish 1000 Guinées) et Ginetta (Poule d'Essai des Pouliches, troisième mère de Shergar), ainsi que la grande poulinière Margarethen, mère de la championne Trillion (elle-même mère de Triptych) et de Doff The Derby (mère de Generous et aïeule d'une multitude de bons chevaux dont Moonlight Cloud). Outre-Atlantique, Tulyar est aussi le père de Castle Forbes (Acorn Stakes, 2 ans de l'année en 1963) et le père de mère du champion Honest Pleasure.

## Origines
Tulyar est un fils de Tehran, qui lui doit pour une grande part son titre de tête de liste des étalons en Angleterre et en Irlande en 1952. Tehran était un cheval de tenue, vainqueur du St. Leger en 1944 après des accessits classiques au printemps. Au haras, il a produit plusieurs excellents sujets tels Amante (Irish Oaks), Mystery (Eclipse Stakes) ou Raise You Ten (Goodwood Cup, Doncaster Cup). 
Tulyar est le premier produit de Neocracy, une jument née dans la pourpre, fille du grand Nearco et d'une propre sœur de Trigo, champion de sa génération, qui remporta le Derby, l'Irish Derby et le St. Leger en 1929. Neocracy allait continuer à faire parler d'elle quelques années plus tard en engendrant un autre champion de l'Aga Khan III, Saint Crespin (par Aureole), lauréat du Prix de l'Arc de Triomphe et des Eclipse Stakes en 1959, mais aussi Bold Nero (par Tehran), jugé digne de participer aux Belmont Stakes.  

### Pedigree
| Origines de Tulyar (IRE), mâle bai brun né en 1949 | Origines de Tulyar (IRE), mâle bai brun né en 1949 | Origines de Tulyar (IRE), mâle bai brun né en 1949 | Origines de Tulyar (IRE), mâle bai brun né en 1949 |
| -------------------------------------------------- | -------------------------------------------------- | -------------------------------------------------- | -------------------------------------------------- |
| Père Tehran 1941                                   | Bois Roussel 1935                                  | Vatout                                             | Prince Chimay                                      |
| Père Tehran 1941                                   | Bois Roussel 1935                                  | Vatout                                             | Vasthi                                             |
| Père Tehran 1941                                   | Bois Roussel 1935                                  | Plucky Liege                                       | Spearmint                                          |
| Père Tehran 1941                                   | Bois Roussel 1935                                  | Plucky Liege                                       | Concertina                                         |
| Père Tehran 1941                                   | Stafaralla (FR) 1935                               | Solario                                            | Gainsborough                                       |
| Père Tehran 1941                                   | Stafaralla (FR) 1935                               | Solario                                            | Sun Worship                                        |
| Père Tehran 1941                                   | Stafaralla (FR) 1935                               | Mirawala                                           | Phalaris                                           |
| Père Tehran 1941                                   | Stafaralla (FR) 1935                               | Mirawala                                           | Miranda                                            |
| Mère Neocracy 1944                                 | Nearco 1935                                        | Pharos                                             | Phalaris                                           |
| Mère Neocracy 1944                                 | Nearco 1935                                        | Pharos                                             | Scapa Flow                                         |
| Mère Neocracy 1944                                 | Nearco 1935                                        | Nogara                                             | Havresac                                           |
| Mère Neocracy 1944                                 | Nearco 1935                                        | Nogara                                             | Catnip                                             |
| Mère Neocracy 1944                                 | Harina 1933                                        | Blandford                                          | Swynford                                           |
| Mère Neocracy 1944                                 | Harina 1933                                        | Blandford                                          | Blanche                                            |
| Mère Neocracy 1944                                 | Harina 1933                                        | Athasi                                             | Farasi                                             |
| Mère Neocracy 1944                                 | Harina 1933                                        | Athasi                                             | Athgreany (famille 22-a)                           |